# Gunnar Gunnarsson
Gunnar Gunnarsson (Fljótsdalur, 1889. május 18. – Reykjavík, 1975. november 21.) izlandi író, aki művei nagy részét dán nyelven írta. Nemzetközileg legismertebb a több nyelvre, többek között magyarra is lefordított, több kötetes Kopogjatok és bebocsátást nyertek (Borgslægtens Historie, 1912).
A két háború között Gunnar Gunnarsson a legismertebb izlandi írónak számított, 1918 és 1961 között hétszer jelölték Irodalmi Nobel-díjra.

## Családja
Gunnarsson Fljótsdaluban született, de már Vopnafjörðurban nőtt fel Gunnar Helgi Gunnarsson gazda és Katrín Þórarinsdóttir, egy halász lányának fiaként. Anyja halála nyolcéves korában érte, könyveinek visszatérő témája egy idilli világ összeomlása vagy ezzel összemérhető megrázkódtatás.
1907-ben Dániába költözött és két évre az Askov Népiskola diákja lett. Írói pályáját 17 éves korában kezdte, két verseskötetét is kiadták: Vorljóð, Móðurminning. 1910-től egészen az írásnak szentelte magát, anyanyelvét pedig kénytelen feladni: „Dánul írok, hogy egyáltalán meg tudjak élni“ írta egy barátjának, hozzátéve, „Addig nem térek vissza Izlandra, míg nevet nem szerzek magamnak.“ 1911-ben ismerte meg Franzisca Jørgensent, akivel a következő évben össze is házasodtak.
Jóllehet korai könyveit dán nyelven alkotta, a cselekmény szinte mindig saját hazájában játszódik és annak ellenére, hogy 1939-ig Dániában élt, magát izlandinak tartotta és izlandi írónak tartották. A dán olvasóközönséget ő ismertette meg Olav Duun Medmennesker c. regényével. Halldór Laxness Salka Valka c. regényét 1934-ben dánra fordította, cserébe Laxness Gunnarson néhány művét izlandira.

## Személyét ért kifogások és az irodalmi Nobel-díj
1940 márciusában találkozott Adolf Hitler német birodalmi kancellárral, feltehetően azért, hogy meggyőze a német csapatok kivonásáról Skandiáviából. Németbarát megnyilvánulásai miatt egész további életében szemére vetették. 1955-ben az irodalmi Nobel-díj várományosának tartották, de az akadémia döntésében szerepet játszhatott a fentiek figyelembe vétele is, így az elismerést honfitársa, az 1952-ben Sztálin-békedíjjal kitüntetett Halldór Laxness kapta.

## Művei magyarul
- A királyfi; fordította: Hetyey József; Kner: 1930, Gyoma
- A vulkán árnyékában; ford. G. Beke Margit; Athenaeum: 1933, Bp.
- Kopogjatok és bebocsátást nyertek; ford. Nádassy József; Béta: 1944, Bp.